# Henry Herbert (1er comte de Powis)
Pour les articles homonymes, voir Henry Herbert et Herbert.
Henry Arthur Herbert, 1er comte de Powis (avant le 9 avril 1703 - 10 septembre 1772), connu sous le nom d'Henry Herbert jusqu'en 1743 et sous le titre de lord Herbert de Chirbury entre 1743 et 1748, est un pair et un homme politique britannique.

## Biographie
Membre de la famille Herbert, il est le fils de Francis Herbert, de Oakly Park, près de Ludlow, dans le Shropshire fils de Richard Herbert, de son épouse et de sa cousine germaine, Florence, fille de Richard Herbert (2e baron Herbert de Chirbury). Sa mère est Dorothy, fille de John Oldbury, un marchand de Londres. Il est baptisé à l'église paroissiale de Bromfield, près d'Oakly Park.
En 1751, il épouse Barbara Herbert, âgée de 15 ans, fille posthume et héritière d'Edward Herbert, fils cadet de William Herbert (2e marquis de Powis) et frère de William Herbert, 3e marquis de Powis.
Oakly Park est sa principale demeure jusqu'en 1771, date à laquelle il le vend à Robert Clive et s'installe ensuite au château de Powis, le siège de son comté, près de Welshpool, dans le Montgomeryshire.

## Carrière politique
Herbert est élu au Parlement en tant que Whig pour Bletchingley en 1724, siège qu'il occupe jusqu'en 1727, puis représente Ludlow jusqu'en 1743. En 1735, il devient Custos Rotulorum de Montgomeryshire et lord-lieutenant du Shropshire, et est trésorier du prince de Galles (père de George III) de 1737 à 1738 . En 1743, il est élevé au rang de baron Herbert de Chirbury, dans le comté de Shropshire, renaissance du titre (orthographié "Cherbury") porté dans sa famille de 1629 jusqu'à son extinction par la mort d'un fils de son arrière-grand-père en 1691. Cinq ans plus tard, il est créé baron Powis, du château de Powis dans le comté de Montgomery, vicomte Ludlow dans le comté de Shropshire et comte de Powis dans le comté de Montgomery, renaissance du titre de Powis, éteint à la mort du troisième marquis de Powis la même année. L'année suivante, il est également nommé baron Herbert de Chirbury et Ludlow, avec comme héritier son frère Richard Herbert et ensuite à son parent Francis Herbert de Ludlow.
En 1761, Lord Powis abandonne son poste de Lord-Lieutenant de Shropshire et est nommé lord-lieutenant du Montgomeryshire à la place mais il est réintégré comme Lord-Lieutenant de Shropshire et les occupe jusqu'à sa mort huit ans plus tard. Également en 1761, il est nommé contrôleur de la Maison et admis au Conseil privé. Il est promu trésorier de la maison plus tard la même année, poste qu'il occupe jusqu'en 1765.

## Carrière militaire
À l'époque du soulèvement jacobite de 1745, lorsque l'armée écossaise du prince Charles Edward Stuart est sur le point d'envahir l'Angleterre, Powis est nommé colonel le 1er octobre de cette même année pour former un régiment de fusiliers dans le Shropshire afin de contrer l'invasion. On leur ordonne de pénétrer dans le Staffordshire mais, ne disposant pas de suffisamment de discipline et de personnel, ils s'effondrent sans se battre contre les troupes jacobites qui craignent de se diriger vers le pays de Galles  mais sont détournées vers Derby.
Powis ne reprend jamais de service actif, mais il est promu major général en 1755 lieutenant général en 1759, puis général en 1772, année de son décès.

## Famille
Lord Powis meurt à Bath, dans le Somerset, en septembre 1772, à l'âge de 69 ans. Il est inhumé dans l'église St Mary de Welshpool. Son fils, George (qui lui succède également à la baronnie Herbert de Chirbury et de Ludlow), lui succède. Le comté s'éteint à la mort de ce dernier en 1801. Henrietta, fille du 1er comte, épouse Edward Clive (1er comte de Powis), fils de Robert Clive ("Clive of India"). En 1804, le comté de Powis est relancé au profit d'Edward Clive. Barbara, comtesse de Powis, est décédée en mars 1786, à l'âge de 50 ans .